# Sierra de Ayllón
Sierra de Ayllón är en bergskedja i Spanien. Den ligger i den centrala delen av landet, 100 km norr om huvudstaden Madrid.